# 2015 BS518
2015 BS518 est un objet transneptunien faisant partie des objets épars d'environ 200 km de diamètre.